# جی ادی پک
جی ادی پک (انگلیسی: J. Eddie Peck؛ زادهٔ ۱۰ اکتبر ۱۹۵۸) یک هنرپیشه اهل ایالات متحده آمریکا است. 